# Economische methodologie
Economische methodologie is de studie van de methodes die in relatie staan met economie. De term methodologie wordt ook vaak, maar onterecht, gebruikt als een synoniem voor 'methode' of techniek.
Veel van de algemene kwesties die ontstaan in de methodologie van de natuurwetenschappen zijn ook toepasbaar op de economie. Er zijn echter enkele specifieke problemen ontstaan. Deze weerspiegelen de aard van economie als een sociale wetenschap, de beperkte mogelijkheid tot het uitvoeren van experimenten en de prominente rol van deductieve en axiomatische methodes.
Belangrijke methodologische kwesties in de economie zijn onder andere:
- methodologisch individualisme;
- de relatie tussen wetenschap en economie, besproken door John Stuart Mill, John Neville Keynes en Lionel Robbins;
- de rol van a priori deductie, besproken door Ludwig von Mises;
- de toepassingen van de axiomatische methode en formalisering zoals voorgesteld in het werk van Kenneth Arrow, John R. Hicks en Amartya Sen.